# دارکست اور
دارکست اور (انگلیسی: Darkest Hour) یک گروه هوی متال آمریکایی از واشینگتن، دی.سی. است که در سال ۱۹۹۵ تشکیل شد.